# 야스노고르스크

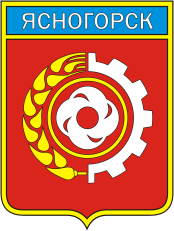
시 문장

야스노고르스크(러시아어: Ясного́рск)는 러시아 툴라주 북동부에 위치한 도시로, 인구는 18,588명(2002년 기준)이다. 툴라(툴라 주의 주도)에서 북쪽으로 35km 정도 떨어진 곳에 위치한다.
15세기부터 16세기까지 랍테보(Ла́птево)라는 마을이 있었고 1958년 시로 승격되면서 도시 이름도 랍테프(Ла́птев)로 변경되었다. 1965년 야스노고르스크라는 이름으로 변경되어 오늘에 이른다.